# Бабичі (хутір)
Бабичі (рос. Бабичи, пол. Babicze, Babiczówka) — колишній хутір у Чуднівській волості Житомирського й Полонського повітів Волинської губернії та Дубищенській сільській раді Чуднівського району Волинської та Бердичівської округ.

## Населення
В кінці 19 століття кількість населення становила 81 особу, дворів — 11, у 1906 році — 16 дворів та 95 мешканців.
Кількість населення, станом на 1923 рік, становила 125 осіб, кількість дворів — 20.
Відповідно до перепису населення СРСР, на 17 грудня 1926 року чисельність населення становила 113 осіб, з них за статтю: чоловіків — 53, жінок — 60; за етнічним складом — українці. Кількість домогосподарств — 23.

## Історія
Заснований 1676 року. В кінці 19 століття — село Чуднівської волості Житомирського повіту, за 49 верст від Житомира та 6 верст від Чуднова. Входило до православної парафії в Чуднові, власність Біляківських.
В 1906 році — сільце в складі Чуднівської волості (3-го стану) Житомирського повіту Волинської губернії. Відстань до повітового та губернського центру, м. Житомир, становила 48 верст, до волосної управи в м. Чуднів — 7 верст. Найближче поштово-телеграфне відділення розташовувалось в Чуднові.
В березні 1921 року, в складі волості, хутір увійшов до новоутвореного Полонського повіту Волинської губернії. У 1923 році увійшов до складу новоствореної Дубищенської сільської ради, котра, від 7 березня 1923 року, стала частиною новоутвореного Чуднівського району Житомирської округи. Відстань до районного центру, міст. Чуднів, становила 6 верст, до центру сільської ради, с. Дубище — 4 версти.
Від червня 1925 року — в складі Бердичівської округи. За даними перепису населення 1926 року, відстань до центру сільради становила 2 версти, до райцентру — 4 версти, до окружного центру, м. Бердичів, 40 верст, до найближчої залізничної станції, Чуднів — 7 верст.
Станом на 1 жовтня 1941 року не перебуває на обліку населених пунктів.